# Cartoon Network (Royaume-Uni et Irlande)
Pour les articles homonymes, voir Cartoon Network (homonymie).
Cartoon Network, communément abrégé CN, est une chaîne de télévision britannique diffusée via Sky, Virgin Media, Smallworld Cable (en), TalkTalk Plus TV (en) et UPC Ireland (en), distribuée par Turner Broadcasting System Europe (en) (un groupe semi-autonome de Warner Bros. Discovery). La chaîne met en avant les programmes animés diffusés et lancés au Royaume-Uni et en Irlande sous le nom de Cartoon Network Europe le 17 septembre 1993,.
Les bureaux de la chaîne Cartoon Network ont été placés pour la première fois en dehors des frontières américaines, en 1993, au Royaume-Uni, pour des diffusions générales en Europe de l'ouest, avant que chaque pays ne possède sa propre chaîne indépendante. Dès 1999, la version européenne ne montrait que des publicités britanniques, et la majorité de son audience était britannique. La version britannique de Cartoon Network est lancée en haute-définition le 11 septembre 2011,.

## Histoire

### Pré-lancement
Le 1er octobre 1992, la version originale de Cartoon Network est lancée au CNN Center, à Atlanta, aux États-Unis. La chaîne est créée à l'occasion du rachat des cartoons et films MGM par Turner Entertainment en 1986 et à l'acquisition du studio d'animation Hanna-Barbera et de ses projets connexes en 1991. De ce fait, les cartoons et courts-métrages MGM, et les contenus Warner Bros de 1948 sont acquis, dont les Looney Tunes et Merrie Melodies. Dès son lancement aux États-Unis, Cartoon Network possédait 8 500 heures de contenus, et devient la première chaîne de télévision uniquement consacrée aux cartoons. Six mois après son lancement, Cartoon Network s'étend sur les marchés internationaux avec sa latino-américaine doublée en espagnol, en portugais et en anglais. La large palette de cartoons désormais dirigée par Cartoon Network est demandée en Europe de l'Ouest ; par la suite, Cartoon Network Europe est lancé le 17 septembre 1993 depuis ses studios à Londres.

### Lancement

Le logo original Cartoon Network, utilisé du 17 septembre 1993 jusqu'au 11 avril 2005.

La chaîne est diffusée via TNT du 5 h jusqu'à 19 h jusqu'à la diffusion de TNT de 19 h à 5 h du matin. Le dimanche après-midi est diffusé Super Chunk puis The Longest Day,. Cette heure de diffusion était dédiée aux longs-métrages.
Le 2 septembre 1996, Cartoon Network prolonge ses horaires de diffusion jusqu'à 21 h, et devient une chaîne de diffusion 24h/24 le 16 décembre 1996. Deux ans plus tard le 19 décembre 1998, Cartoon Network est lancé sur la chaîne Sky Digital. Le 15 octobre 1999, Cartoon Network UK devient une chaîne indépendante de la version européenne.

## Programmes
- Adventure Time
- Ben 10
- Clarence
- Le Monde incroyable de Gumball (The Amazing World of Gumball)
- Les Super Nanas (The Powerpuff Girls)
- Mighty Magiswords
- Ninjago (Lego Ninjago: Masters of Spinjitsu)
- OK K.O.! Let's Be Heroes
- Oncle Grandpa (Uncle Grandpa)
- Regular Show
- Steven Universe
- Supernoobs
- Teen Titans Go!
- Tempête de boulettes géantes (Cloudy with a Chance of Meatballs)
- Unikitty!
- We Bare Bears
- Wishfart